# Iglesia de Santa María la Mayor (Arévalo)
La Iglesia de Santa María la Mayor en Arévalo (provincia de Ávila, Castilla y León, España), es una obra de estilo mudéjar construida entre finales del siglo XII y principios del siglo XIII. Se encuentra situada en la Plaza de la Villa, dentro de un recinto monumental de gran interés formado por la Iglesia de San Martín, la casa de los Sexmos y un conjunto de arquitectura popular, todo ello en torno a una plaza porticada.

## Descripción
La Iglesia consta de una sola nave, con ábside semicircular y torre a los pies. El acceso se realiza por dos sencillas puertas.
En su interior, el ábside se cubre con bóveda de cuarto de esfera, precedido de tramo recto cubierto con bóveda de cañón. La nave está cubierta por una sencilla estructura de par y nudillo. 

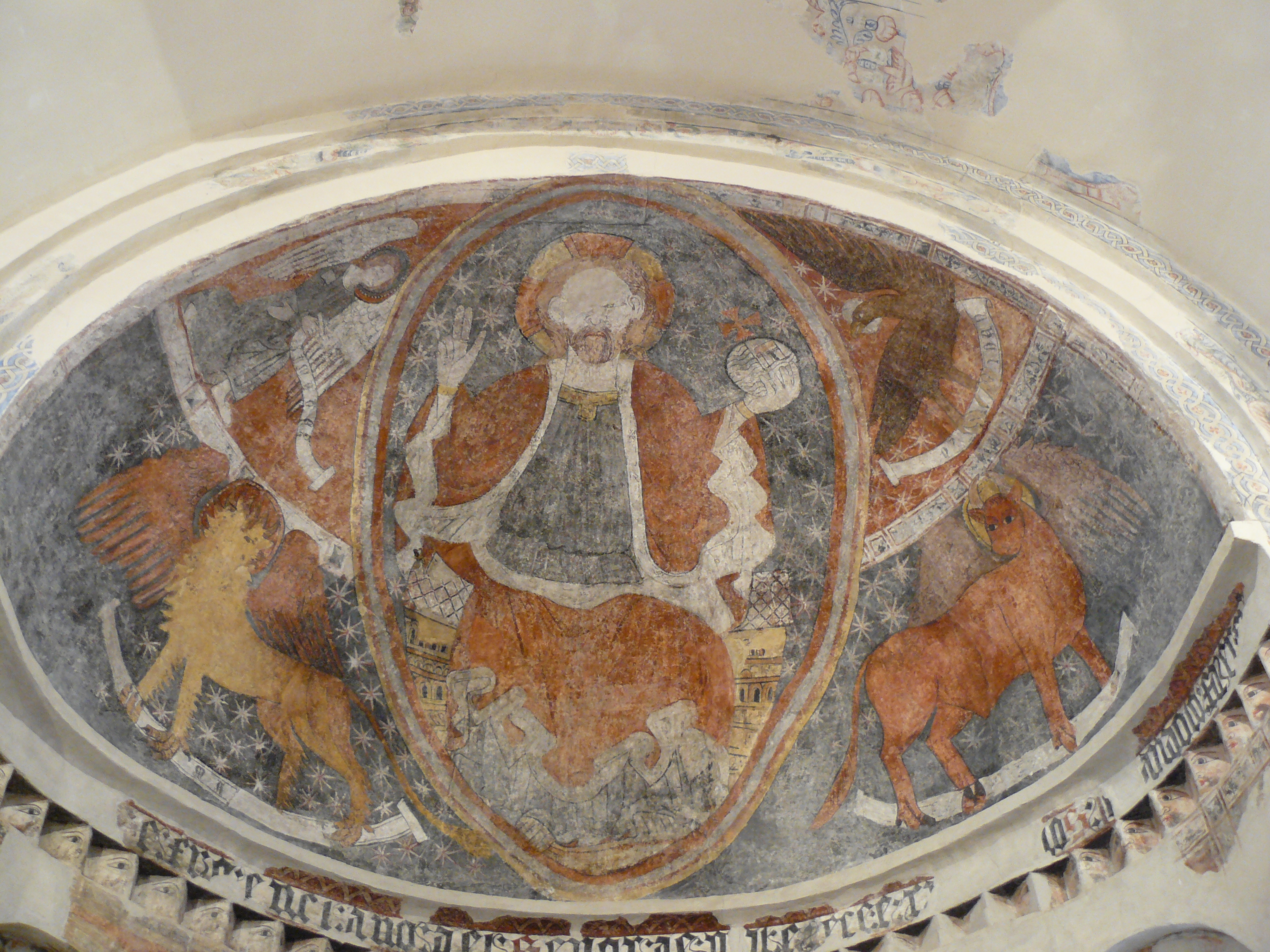
Pantocrátor

En el interior lo más destacable son las pinturas de la cabecera y el artesonado del sotocoro. Las pinturas más antiguas góticas del XIV, se encuentran en la cabecera; se trata de un Pantocrátor rodeado de mandorla, con la Jerusalén Celeste en los pies. Bendice con la diestra y sostiene una esfera que puede aludir al universo
 coronada por una cruz con la izquierda. En el cuerpo de ventanas encontramos escenas de difícil interpretación debido al mal estado en que se encuentran. 
A los pies se sitúa la torre a la que se accede por una puerta elevada situada en el coro. Tiene planta cuadrada que se eleva mediante una sucesión de cajones de mampostería encintada, reforzada en los ángulos por la disposición de los ladrillos a modo de contrafuertes La piedra solo se utiliza en los ángulos de la parte baja. La decoración se centra sobre los vanos apuntados mediante frisos de ladrillos en esquinilla. Al exterior el cuerpo bajo de la torre está atravesado por un arco, por debajo del cual atraviesa la Calle Santa María. 
Al exterior la cabecera semicircular presenta tres cuerpos decorados con arcos ciegos de medio punto doblados, sobre los que se prolonga un muro de mampostería con hiladas dobles de ladrillo. El tramo recto se decora con tres cuerpos de arcos ciegos doblados de medio punto y prolonga su alzado en mampostería con intercaladas hiladas de ladrillo. Las arquerías ciegas, a diferencia de las del ábside, se encuadran en una retícula cuadriculada.

## Fuente
- Este artículo incluye contenido derivado de una disposición relativa al proceso de protección, incoación o declaración de un bien cultural o natural publicada en el BOE n.º 123 el 21 de mayo de 2005 (texto), el cual está libre de restricciones conocidas en virtud del derecho de autor de conformidad con lo dispuesto en el artículo 13 de la Ley de Propiedad Intelectual española.